# Tarzan der Tiger
Tarzan der Tiger ist ein US-amerikanisches Serial aus dem Jahr 1929 nach dem fünften Tarzan-Roman Tarzan und die Juwelen von Opar von Edgar Rice Burroughs. In Deutschland wurde die Verfilmung 1931 veröffentlicht.

## Handlung
Um seine Ländereien weiterhin finanzieren zu können, reist der in England lebende Lord Greystoke zurück nach Afrika, um sich einen Teil des Schatzes der sagenhaften Stadt Atlantis zu holen, dessen Versteck nur ihm bekannt ist. Sein angeblicher Freund Albert, ebenfalls hinter dem Schatz her, verbündet sich mit dem Sklavenhändler Achmet Zek, welcher mit Tarzan noch eine alte Rechnung zu begleichen hat. Zek lässt Jane entführen und in seinem Camp gefangen halten, als Tarzan sich auf den Weg durch den Dschungel in die Ruinenstadt Opar macht. Albert verfolgt Tarzan und beobachtet ihn beim Betreten der Schatzkammer. Als Albert von zwei Löwen überrascht wird, flüchtet er und wird von Kriegern der Sonnenanbeter und ihrer Priesterin La gefangen genommen. Ein furchtbarer Samum lässt die Tempelanlage teilweise einstürzen und Tarzan unter den Trümmern begraben. Tarzan überlebt und kann sich befreien, hat allerdings sein Gedächtnis verloren. Die Diamanten des Schatzes erkennt er nur als hübsche Steine. Als Tarzan die Ruinen verlassen will, rettet er Albert vor dem sicheren Opfertod. Die Priesterin, bereits länger in Tarzan verliebt, glaubt bei der Ankunft des Affenmenschen an ein Geschenk ihres Gottes. Tarzan gelingt mit Albert die Flucht. In der Nacht klaut Albert die von Tarzan mitgenommenen und versteckten bunten Steine, die Diamanten, und flüchtet aus dem Nachtlager.
Auch Jane kann aus dem Lager des Sklavenhändlers entkommen, wird aber von dem Gorilla Taglat, einem alten Feind Tarzans entdeckt und entführt. Janes Hilferufe werden von Tarzan gehört. Beim finalen Kampf der alten Feinde kann Tarzan den Gorilla schließlich töten. Aber an seine Frau kann sich Tarzan nicht erinnern. Das Paar wird von den Sonnenanbetern überrumpelt und gefangen genommen.
Zwischenzeitig hat Achmet die Dschungelvilla der Greystokes eingenommen. Der eintreffende Albert berichtet dem Nomaden von dem Schatz und Tarzans Gedächtnisverlust. Als Achmet seinerseits von der Flucht Janes berichtet, wird Albert klar, wer den Hilferuf im Dschungel ausgestoßen hat. Die Priesterin fordert Tarzan auf, zwischen den beiden Frauen zu entscheiden. Als sich dieser stattdessen für die Freiheit entscheidet, soll er mit Jane geopfert werden. Die plötzlich auftauchenden Nomaden verhindern zwar Tarzans Tod, bringen aber Jane erneut in ihre Gefangenschaft. Tarzan, der La vor den Nomaden geschützt und damit vor dem Tode gerettet hat, wird daraufhin von der Priesterin begnadigt. Tarzan macht sich nun auf die Suche nach seinen versteckten hübschen Steinen. Als er diese in dem Versteck nicht finden kann, verdächtigt er sofort Albert, wird zornig und wütet wie ein Berserker.
Albert tötet Achmet, nachdem dieser ihn in der Nacht ermorden wollte, um an die Diamanten zu gelangen. Er erzählt Achmets Stellvertreter Mohammed Bey von einem tragischen Reitunfall des Nomaden und erfährt im Gegenzug von der erneuten Gefangenschaft Janes. Als Mohammed Jane gegenüber anzüglich wird, kommt es zum Handgemenge zwischen dem Nomaden und Albert in dessen Verlauf Mohammed getötet wird. Albert beschuldigt den soeben aufgetauchten Tarzan des Mordes. Diesem gelingt es die Nomaden in Schach halten und flieht mit Jane.
Um Tarzan die Erinnerung zurückzubringen, führt Jane ihren Mann in das alte Baumhaus, wo seine Eltern starben. Tarzan kann sich immer noch nicht erinnern, vertraut Jane aber die bunten Steine an. Unbemerkt von Tarzan, welcher die Nacht auf einer Baumkrone verbracht hat, konnten Albert und die Nomaden Jane aus der Hütte entführen. Tarzan entdeckt das Verschwinden Janes und der Steine am nächsten Morgen und nimmt die Verfolgung auf. Albert spielt Jane noch immer den Freund vor und lässt sich von ihr die Diamanten geben. Tarzan schafft es trotz der Hilfe seines Freundes Tantor, dem Elefanten, nicht rechtzeitig in die Stadt, somit wird Jane auf dem Sklavenmarkt verkauft. Nach der Verfolgung kann Tarzan den Käufer von Jane stellen, befreit sie und beschuldigt Jane des Diebstahls der Steine. Jane, welche die Diamanten in der Hütte versteckt hat, führt Tarzan erneut an seinen alten Wohnort. Dort werden sie bereits von Albert erwartet. Nachdem Jane Tarzan die Steine gegeben hat, flüchtet das Paar vor ihrem Verfolger in eine Höhle. Nachdem Albert von Tarzan überrumpelt wurde, gerät dieser in die Gefangenschaft der Sonnenanbeter. Albert gelingt es, die Priesterin La davon zu überzeugen, mit ihm gemeinsame Sache zu machen, um Tarzans Liebe zu erhalten. Nachdem sich Tarzan und Jane aus den Fängen des Stammes befreien konnten, machen sie sich auf den Rückweg nach Opar an. In der Schatzkammer kommt es erneut zum Aufeinandertreffen mit Albert, diesem gelingt es, Tarzan bewusstlos zu schlagen. Durch den Sturz hat Tarzan seine Erinnerung wieder, in Albert erkennt er allerdings seinen alten Freund. Nur durch Zufall vernimmt Tarzan beim Verlassen der Ruinen den Hilfeschrei Janes, welche von den Sonnenanbetern hingerichtet werden soll. Nachdem Tarzan den Sonnenanbetern die Schatzkammer gezeigt hat, darf das Paar in Frieden ziehen. Jane erzählt ihrem Mann vom falschen Spiel Alberts.
In ihrem Haus treffen die beiden auf Tarzans Cousin Philip Annersley, welcher überraschenderweise mit Albert gemeinsame Sache macht. Da Tarzan und Jane von dem falschen Spiel nichts ahnen, gelingt es den beiden, Tarzan zu überrumpeln. Jane soll die beiden zum Schatz führen. Tarzan gelingt es, sich mithilfe seiner Dschungelfreunde zu befreien. Werper wird von einem Löwen, Annersley von zwei Tigern umgebracht. Nachdem Tarzan den von Albert gestohlenen Teil des Schatzes im Dschungel gefunden hat, beschließen die beiden, das Geld nach England zu senden und noch etwas in Afrika zu bleiben.

## Überlieferung
Das Serial ist seit 2006 auf DVD erhältlich und im Internet Archive frei verfügbar.

## Hintergrund
Frank Merrill spielte nach Tarzans neue Dschungelgeschichten (1928) zum zweiten und letzten Mal die Rolle des Dschungelhelden.
Nachdem Tarzan zu Beginn der zweiten Episode den Löwen Numa besiegt hat, wird trotz des Drehs als Stummfilm erstmals der Tarzan-Schrei auf der Leinwand gezeigt.